# ریوا

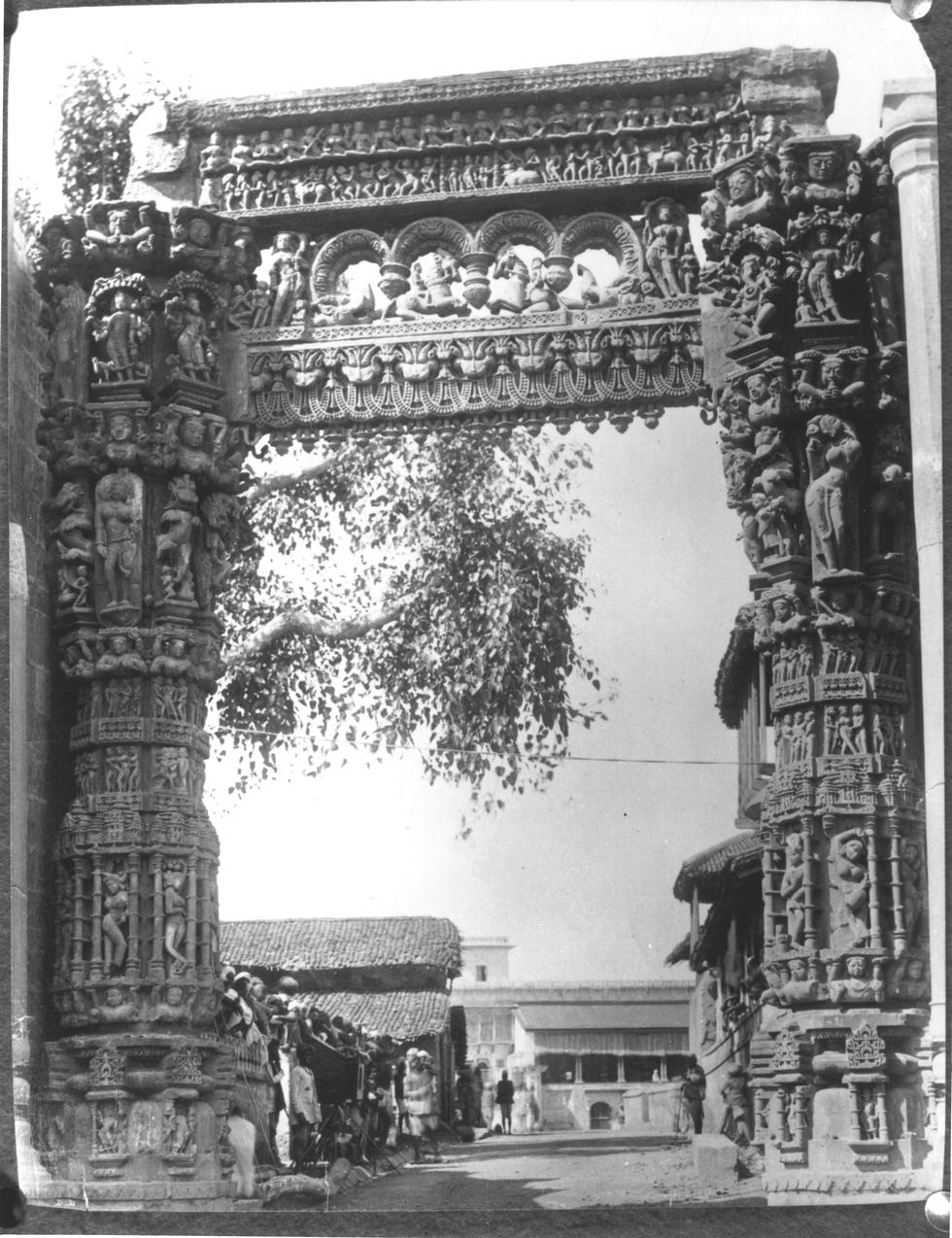
نگاره‌ای کهن از دروازهٔ شهر ریوا، ایالت مادایا پرادش - ۱۸۸۰

شهر ریوا (به انگلیسی: Rewa) با جمعیت ۱۸۳٬۲۳۲ نفر (در سال ۲۰۰۱) در ایالت مادایا پرادش در کشور هند واقع شده‌است.